# Среднеюрткульское сельское поселение
Среднеюрткульское се́льское поселе́ние — муниципальное образование в Спасском районе Татарстана Российской Федерации.
Административный центр — село Средний Юрткуль.

## История
Статус и границы сельского поселения установлены Законом Республики Татарстан от 31 января 2005 года № 40-ЗРТ «Об установлении границ территорий и статусе муниципального образования "Спасский муниципальный район" и муниципальных образований в его составе».

## Население
| 2010 | 2011 | 2012 | 2013 | 2014 | 2015 | 2016 |
| ---- | ---- | ---- | ---- | ---- | ---- | ---- |
| 478  | ↘476 | ↘468 | ↘455 | ↗699 | ↘689 | ↘675 |
| 2017 | 2018 |      |      |      |      |      |
| ↘666 | ↘640 |      |      |      |      |      |

## Состав сельского поселения
| № | Населённый пункт  | Тип населённого пункта       | Население |
| - | ----------------- | ---------------------------- | --------- |
| 1 | Иж-Борискино      | село                         |           |
| 2 | Подлесный Юрткуль | деревня                      |           |
| 3 | Средний Юрткуль   | село, административный центр |           |
| 4 | Степной Юрткуль   | деревня                      |           |
| 5 | Фадеевка          | деревня                      |           |